# St. Cäcilia (Cadolzburg)

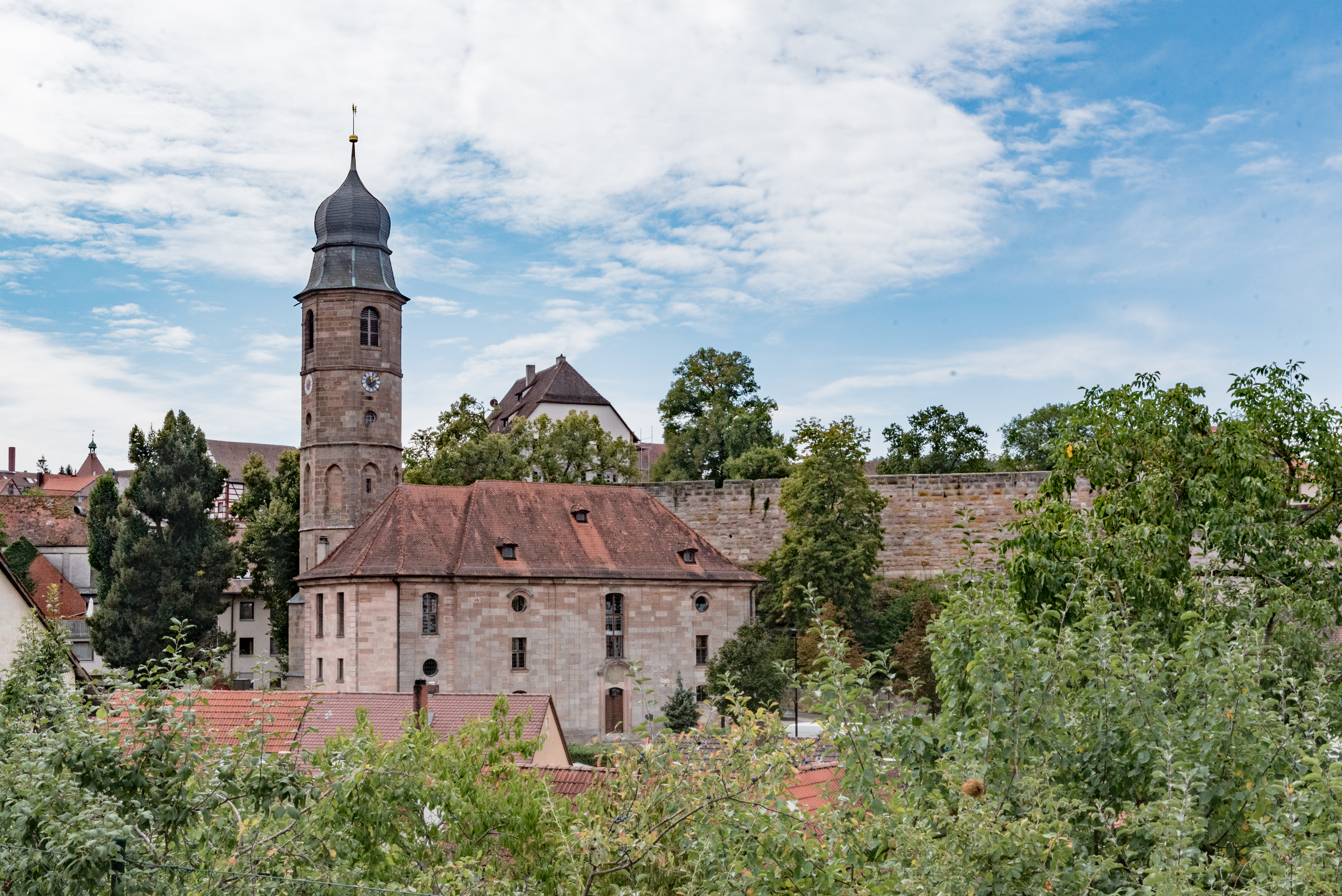
St. Cäcilia (Cadolzburg)

Die evangelische Pfarrkirche St. Cäcilia ist ein denkmalgeschütztes Kirchengebäude, das in Cadolzburg steht, einem Markt im Landkreis Fürth (Mittelfranken, Bayern). Das Bauwerk ist unter der Denkmalnummer D-5-73-114-14 als Baudenkmal in der Bayerischen Denkmalliste eingetragen. Die Pfarrei gehört zum Dekanat Fürth im Kirchenkreis Nürnberg der Evangelisch-Lutherischen Kirche in Bayern.

## Beschreibung

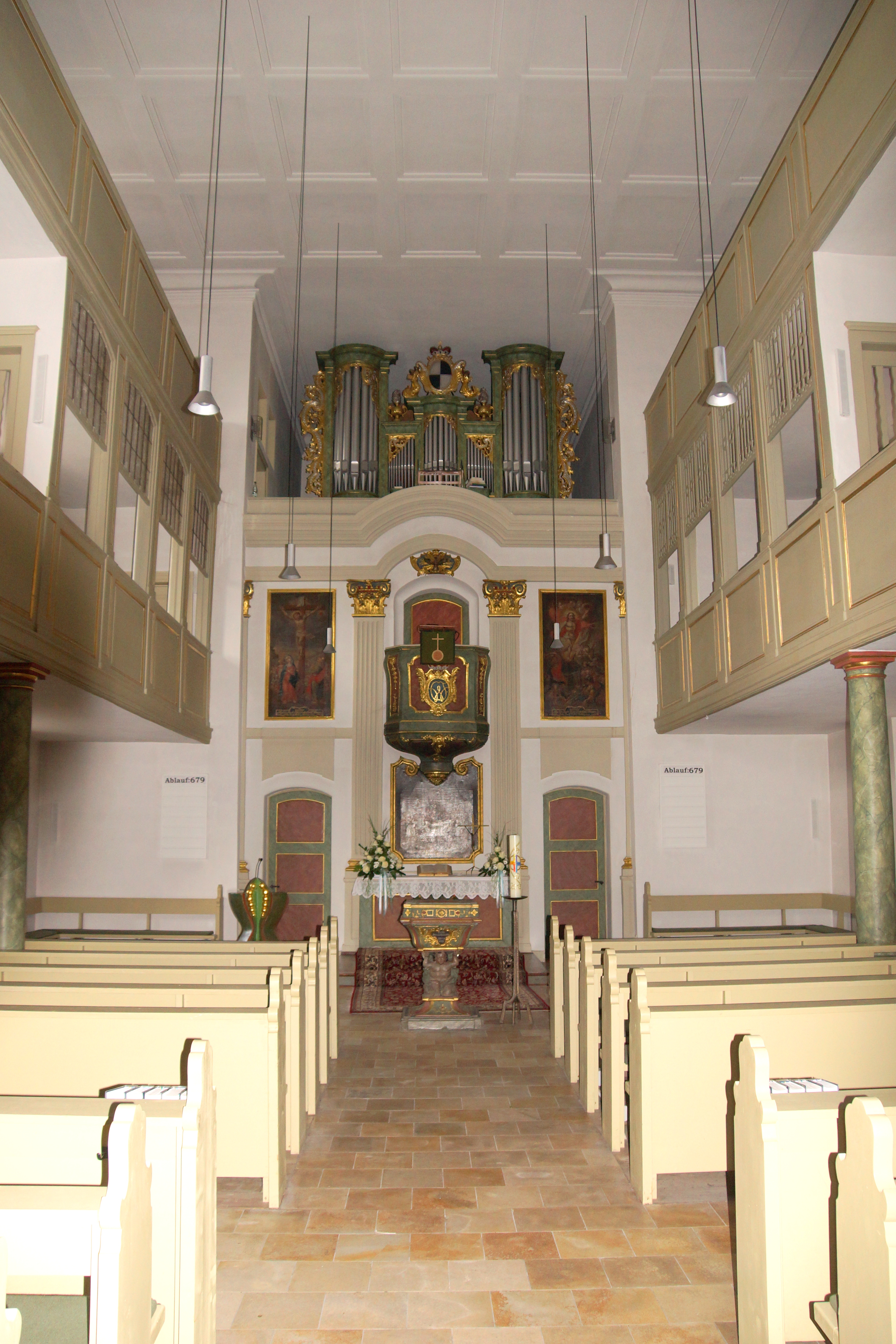
Blick auf den Altar mit Kanzel und Orgelempore

Die spätbarocke Saalkirche wurde anstelle eines Vorgängerbaus aus dem 14. bzw. der ersten Hälfte 15. Jahrhundert aus Quadermauerwerk von 1750 bis 1751 durch Johann David Steingruber im Markgrafenstil erbaut. Kurfürst Friedrich I. von Brandenburg stiftete für die der heiligen Cäcilie gewidmete Pfarrkirche den Cadolzburger Altar von 1420/25, der heute im Jagdschloss Grunewald in Berlin aufbewahrt wird. Die unteren Geschosse des Vorgängerbaus des achteckigen Kirchturms, der im südöstlichen Winkel von Langhaus und eingezogenem, dreiseitig abgeschlossenen Chor steht, blieben erhalten. Der Kirchturm wurde um zwei Geschosse aufgestockt, eins mit der Turmuhr, ein weiteres für den Glockenstuhl, und mit einer schiefergedeckten Zwiebelhaube versehen. 
Der mit einer Flachdecke überspannte Innenraum hat doppelstöckige Emporen an drei Seiten. An den Längsseiten befinden sich Patronatslogen. Die Kirchenausstattung stammt aus der Bauzeit. In der Sakristei befindet sich eine nachträglich aus gotischen Statuen zusammengestellte Kreuzigungsgruppe. Die Orgel steht auf einer Empore über der Kanzel. Sie hat 24 Register auf zwei Manualen und Pedal und wurde 1911 von G. F. Steinmeyer & Co. gebaut.